# Hubert von Frijtag Drabbe
Hubert Frederik Josèphe Marie Antoine (Hubert) von Frijtag Drabbe (Den Helder 8 mei 1892 – Den Haag, 29 juni 1951) was een Nederlandse generaal van het Korps Mariniers. Hij staat bekend als kolonel Von Frijtag Drabbe. Van 1 september 1938 tot 1 maart 1948 was Von Frijtag Drabbe commandant van het Korps Mariniers, met een onderbreking gedurende de oorlogsjaren. Hij werd op 21 augustus 1945 bevorderd tot generaal-majoor en was daarmee de eerste generaal van het Korps Mariniers sinds het eind van de 18e eeuw.

## Familie
Hubert von Frijtag Drabbe was de zoon van Johan Henricus Adrianus Lodewijk von Frijtag Drabbe (1843–1899) en Jeannette Hendrika Geertruida de Mol (1852-1908). Zijn vader was militair (infanterie officier). Hij had drie oudere zusters, vijf oudere broers en een jongere broer.
Hij was lid van de patriciërsfamilie Von Frijtag Drabbe. Zijn grootvader, Jacobus Johannes Lodewijk Drabbe (1809-1869), kreeg als oudste mannelijke nakomeling van baron Lodewijk von Fr(e)ijtag (ca. 1720-1804) toestemming de naam Von Frijtag bij zijn achternaam te voegen.
Veel familieleden, waaronder zijn grootvader, vader, vier van zijn zes broers, en enkele neven waren ook militair. Broer Herman (1881-1944) was kolonel der artillerie en in mei 1940 commandant van het Depot Luchtdoelartillerie in Alkmaar, tevens kantonnementscommandant van Alkmaar.
Een andere broer, Josèphe (l885-1951), was arts en Officier van Gezondheid 1e klasse bij de Koninklijke Marine.
Broer Cornelis  verliet in 1934 als kapitein de krijgsmacht en werd “Hoofd van den Opnemingsdienst” bij de Topografische Dienst. Van 1947 tot en met 1954 was hij directeur van de Topografische Dienst. Hij pionierde met het gebruik van luchtfoto’s ten behoeve van o.a. geologie, archeologie, bodemkunde en planologie en publiceerde daarover diverse boeken.
Jongste broer Jacob (1894) was officier bij de infanterie.
Zijn oudste broer Johan (1875-1929) was o.a. wethouder voor arbeidszaken en loco-burgemeester te Amsterdam van 1925-1929. Diens zoon Richard (1912-1942) was als Eerste luitenant der mariniers commandant van het marinierscontingent aan boord van de Hr.Ms. Java. Hij sneuvelde toen het schip ten onder ging tijdens de Slag in de Javazee.
Een andere neef, Alexander, de zoon van Josèphe, was marineofficier en tijdens de oorlog adjudant van viceadmiraal Helfrich en tijdens de Koreaanse Oorlog commandant van de torpedobootjager Hr.Ms. Piet Hein (D 804).

## Voor de oorlog
Hubert von Frijtag Drabbe ging in 1909 naar de Cadettenschool en daarna in 1911 naar de KMA als cadet bestemd voor het Wapen der Infanterie hier te lande. Na zijn afstuderen was hij op 28 juni 1914 als tweede luitenant der infanterie geplaatst bij 13 RI in Roermond.
Op 2 juli 1919 werd hij als eerste luitenant gedetacheerd bij het Korps Mariniers, en op 1 sept 1920 werd hij overgeplaatst naar de Marine en het Korps Mariniers.
Als officier der mariniers deed Von Frijtag Drabbe dienst aan boord van de (toen) grootste schepen bij de marine, achtereenvolgens het pantserdekschip Hr Ms Gelderland en de lichte kruiser Hr Ms Zeven Provinciën. In 1922 werd hij na een kort verblijf in Nederlands-Indië aangesteld als commandant van het mariniersdetachement in Peking, een functie die bekleedde totdat de missie aldaar in 1924 werd gesloten.
In 1925 deed hij - inmiddels kapitein der mariniers - zijn eerste jaar aan de HKS in Den Haag. Na deze opleiding met goed gevolg te hebben afgesloten werd Von Frijtag Drabbe geplaatst bij de Afdeling Mariniers aan het Oostplein in Rotterdam.
Daarna volgende een aanstelling bij het KIM te Willemsoord (Den Helder) en vervolgens de benoeming tot commandant van de afdeling mariniers in de Harskamp, toen de voornaamste opleidingslocatie voor de mariniers. Nadien werd hij als eerste officier en vervolgens commandant van de Afdeling Mariniers te Rotterdam aangesteld.
Hierna volgde in de periode 1934-1938 benoeming tot 'Oudst Aanwezend Officier der Mariniers in Nederlands-Indië', tevens commandant van de Marinierskazerne Goebeng te Soerabaja.
Eind 1938 kwam hij terug in Rotterdam, en werd hij, in de rang van kolonel der mariniers, aangesteld als Chef van het Korps Mariniers, als opvolger van kolonel der mariniers C.J.O. Dorren.

## De oorlogsjaren
Tijdens de mobilisatie kreeg hij als hoogste marine autoriteit in de Maasstad alle maritieme middelen onder zijn gezag.
In Rotterdam had het Korps haar hoofdstandplaats aan het Oostplein. In mei 1940 waren dit 328 mariniers waarvan er ±200 in de eerste fases van de opleiding waren.
In het marinedepot bij de Kralingse Plas was nog een compagnie mariniers van 132 man ondergebracht, en in de Positie Hoek van Holland waren 41 mariniers gestationeerd die ook onder het contingent van Rotterdam vielen.
Na de capitulatie bleek dat het huis van Von Frijtag Drabbe vernietigd was door het Duitse bombardement.

## Na de oorlog

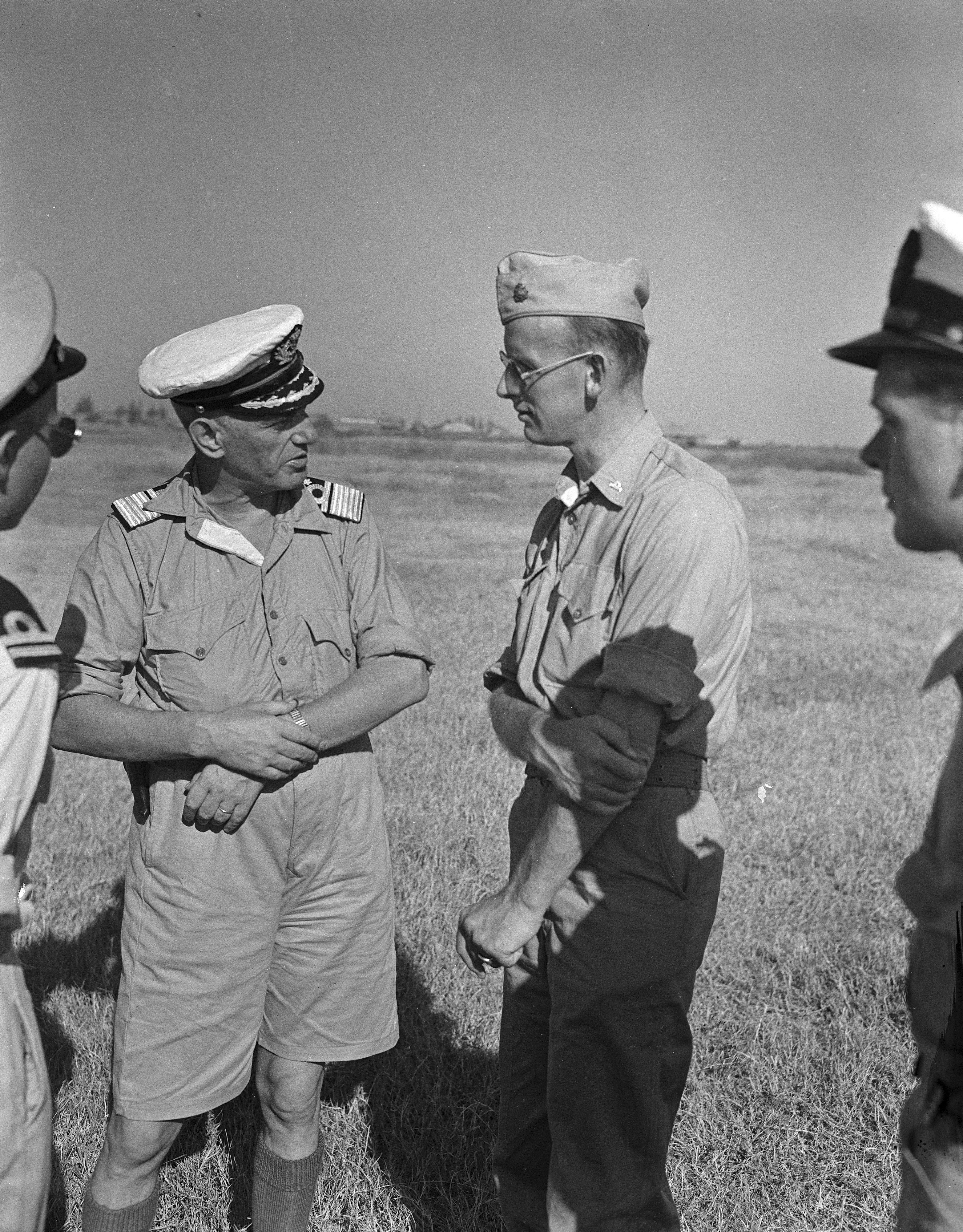
Genm. Von Frijtag Drabbe op het vliegveld van Soerabaja in gesprek met maj. D. Koekebakker, voorlichter van de Marbrig (19 juni 1946)

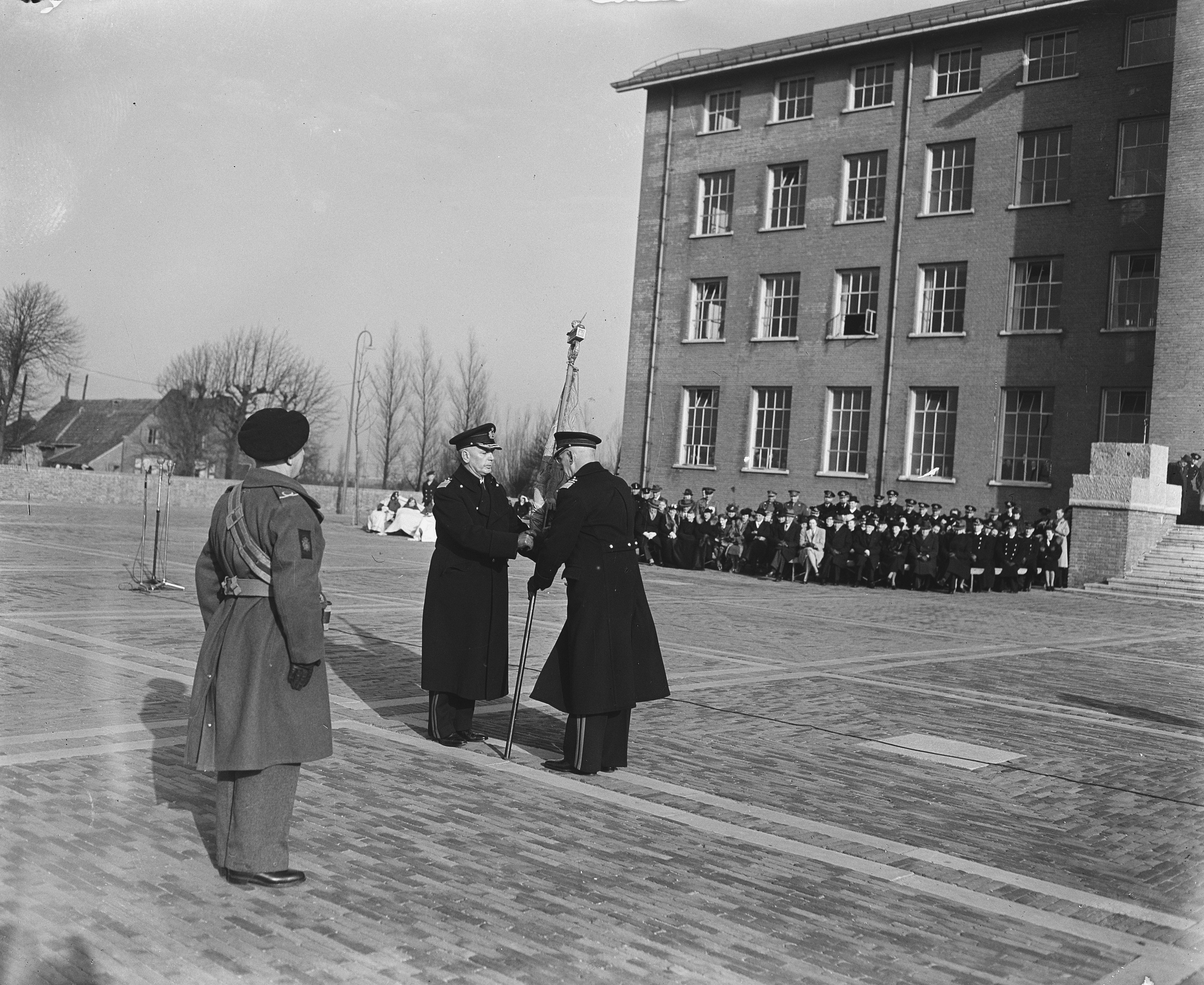
Genm. Von Frijtag Drabbe (r) draagt het vaandel van het Korps Mariniers over aan Genm. De Bruijne (l) (26 februari 1948)

Na de Tweede Wereldoorlog werd Von Frijtag Drabbe weer aangesteld als Commandant van het Korps Mariniers en bevorderd tot generaal-majoor. Hij was daarmee de eerste generaal van het Korps Mariniers sinds het eind van de 18e eeuw.
Op 1 maart 1948 droeg hij het commando over het Korps Mariniers over aan GENMMARNS Mattheus de Bruyne en ging hij met pensioen. Op 1 mei 1948 werd hij bevorderd tot luitenant-generaal (titulair). Na zijn pensionering was hij tot zijn overlijden voorzitter van de Centrale Commissie voor de Filmkeuring.
Hij overleed in Den Haag op 29 juni 1951, op 59-jarige leeftijd.

## Militaire loopbaan

### Carrière
Cadet Cadettenschool: 13 september 1909

 Cadet KMA: 2 oktober 1911

 Tweede luitenant (inf.): 28 juni 1914

 Eerste luitenant (inf.): 28 juni 1918

 Eerste luitenant der Mariniers: 1 september 1920

 Kapitein der Mariniers: 1 oktober 1925

 Luitenant-kolonel der Mariniers: 16 augustus 1933

 Kolonel der Mariniers: 1 september 1938

 Generaal-majoor der Mariniers (tijdelijk): 21 augustus 1945

 Generaal-majoor der Mariniers: 1 november 1945

 Luitenant-generaal der mariniers: 1 mei 1948

### Onderscheidingen
Ridder in de Orde van de Nederlandse Leeuw

 Lid in de Orde van Oranje Nassau met de Zwaarden (1932)

 Oorlogsherinneringskruis met gesp “Nederland mei 1940”)

 Ereteken voor Orde en Vrede

 Onderscheidingsteken voor Langdurige Dienst als officier met jaarteken XXXV

 Kruis voor betoonde marsvaardigheid (Vierdaagsekruis) met kroon (2e deelname)

 Vaardigheidsmedaille van het Nederlandse Olympisch Comité (NOC)

 Mobilisatiekruis 1914-1918

## Voetnoten, bronnen en referenties
- International Standard Name Identifier: 0000 0003 9094 1244
- Nederlandse Thesaurus van Auteursnamen: 170184188
- Virtual International Authority File: 284691139